# Camí dels Avalls
El Camí dels Avalls és un camí del terme de Castell de Mur, Pallars Jussà, a cavall dels antics termes de Guàrdia de Tremp i Mur.
Arrenca del Camí vell de Santa Llúcia de Mur a prop del començament d'aquest altre camí, que arrenca del Camí vell de Mur. S'adreça cap al sud, fins al moment en què arriba al lloc de l'Ametlla, on fa un tancat revolt per tal de pujar alçada i s'adreça cap al nord, de forma paral·lela al tram anterior. Quan arriba a l'extrem nord-est de la partida de l'Ametlla de l'Aragonès, torç cap a ponent, per, al cap de pocs metres, tornar a girar, ara cap al sud-oest i adreçar-se a trobar la Carretera de Santa Llúcia de Mur.

## Etimologia
Pren el nom de la partida de los Avalls, que és on mena.